# 張保熙
張保熙（1884年—1935年12月2日），字叔滋，江蘇省無錫縣人，比利時崗省國立大學畢業，工科進士。

## 生平
- 光緒三十年夏，由南洋公學派赴比利時留學[1]。
- 宣統三年（1911年）九月，經學部驗看考試列最優等，賞給工科進士[2]。
- 派任郵傳部參議廳行走，兼交通部傳習所教授。辛亥革命後，歷任京漢鐵路養路及機務兩處工程技術要務，隴海鐵路工務秘書，交通部技術委員會專任委員，上海工商學校(即中法學校)校長，平漢鐵路工務處藝務室主任兼代處長，平綏路工務處助理。1933年任鐵道部購料委員會委員，翌年為主任委員，後又調任北寧鐵路工務處副處長．因積勞成疾，在北京病逝[3]。